# Software Rendering
Software-Rendering bezeichnet Bildsynthese ohne spezialisierte Hardware, d. h. nur durch die CPU ohne Unterstützung durch eine Grafikkarte oder Vergleichbares. Die Grafikkarte leitet dabei unbeteiligt die von der CPU berechneten Daten an den Monitor weiter.
Software-Rendering wurde vor allem vor der weiten Verbreitung von Grafikkarten in Heimcomputern von Spielen eingesetzt und ist auch bis heute in einigen 3D-Anwendungen als Option verfügbar für Nutzer, die eine Grafikkarte ohne 3D-Beschleunigung oder ohne die benötigten Treiber besitzen.
Es gibt aber auch Situationen, in denen ein bewusster Verzicht auf die Mithilfe der Grafikkarte sinnvoll sein kann, zum Beispiel wenn ein unabhängig von der Hardware gleich aussehendes Bild gewünscht ist, in dem die Grafikkarte nicht durch Darstellungsungenauigkeit durch herstellerabhängige Instruktionsinterpretation abweichende Bilder verursachen kann. Daher wird zur Referenzbild-Erzeugung mitunter auf Software-Rendering zurückgegriffen.
Erkauft werden diese Vorteile durch oft langsame, stockende Darstellung, da die CPU nicht grafikspezialisiert ist. Deshalb wird in Spielen bei der Verwendung von Software-Rendering meist auf eine möglichst kleine Detailstufe zurückgegriffen, damit das Software-Rendering noch eine halbwegs akzeptable Framerate liefern kann.